# Зона горения

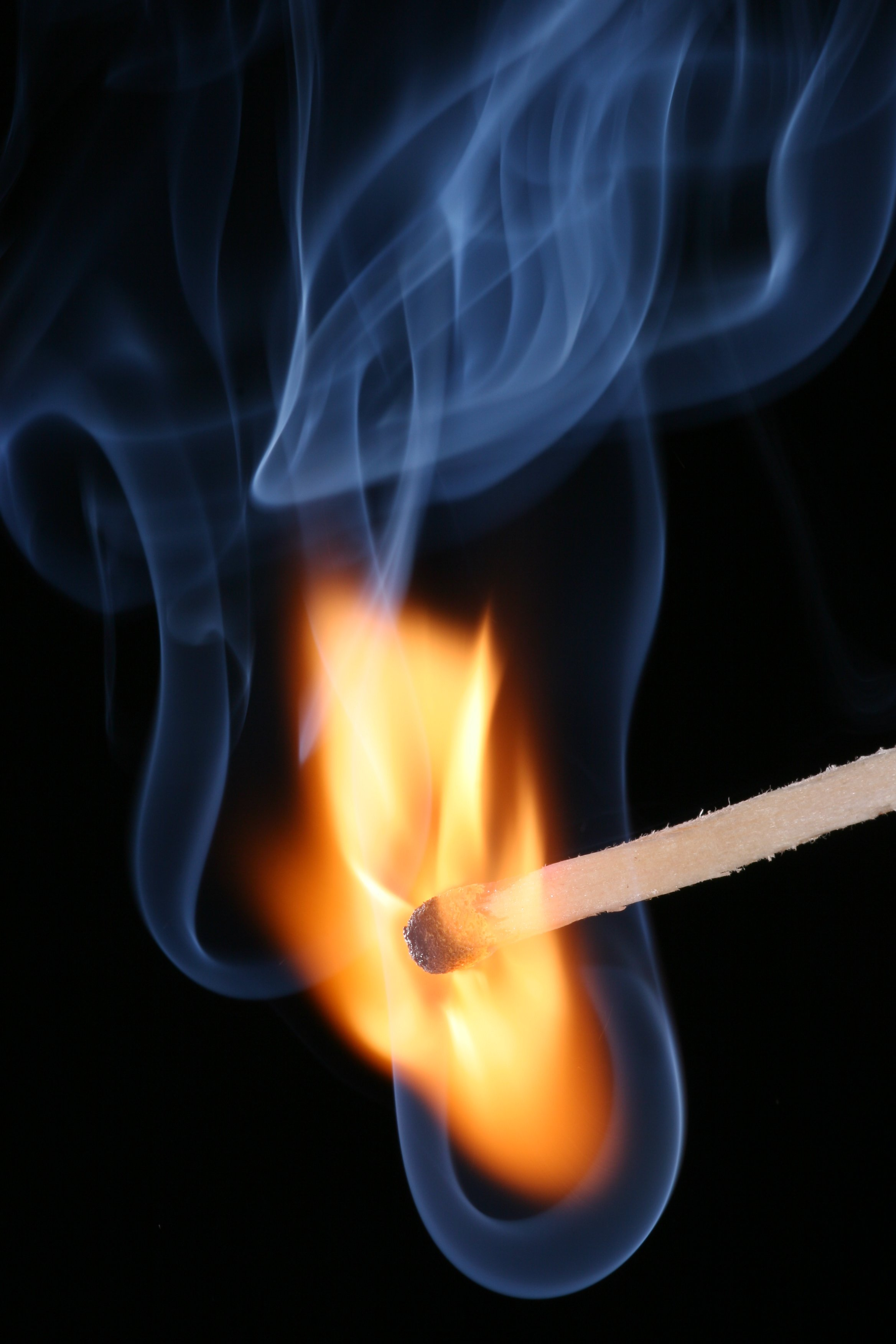
Зона горения ограничена спичечной головкой, вокруг которой видны пламя и продукты сгорания в виде дыма

Зона горения (зона активного горения или очаг возгорания) — часть пространства, в котором протекают процессы термического разложения или испарения горючих веществ и материалов (твердых, жидких, газов, паров) в объёме диффузионного факела пламени. Горение может быть пламенным (гомогенным) и беспламенным (гетерогенным).
При пламенном горении границами зоны горения являются поверхность горящего материала и тонкий светящийся слой пламени (зона реакции окисления), при беспламенном — раскаленная поверхность горящего вещества. Примером беспламенного горения может служить горение кокса, древесного угля или тление, например, войлока, торфа, хлопка и т. д.
Основной характеристикой разрушительного действия пожара является температура, развивающаяся при горении. Для жилых домов и общественных зданий температуры внутри помещения достигают 800—900 °C. Как правило, наиболее высокие температуры возникают при наружных пожарах и в среднем составляют:
- для горючих газов 1200—1350 °C,
- для жидкостей 1100—1300 °C,
- для твердых веществ 1000—1250 °C.

При горении термита, электрона, магния максимальная температура достигает 2000—3000 °C.